# General Dynamics F-16 XL
F-16 XL foi um protótipo de avião de caça variante do F-16 Fighting Falcon, ele concorreu com o F-15E Strike Eagle para o programa Enhanced Tactical Fighter (em português: caça tático melhorado), porem ele perdeu.

## Design

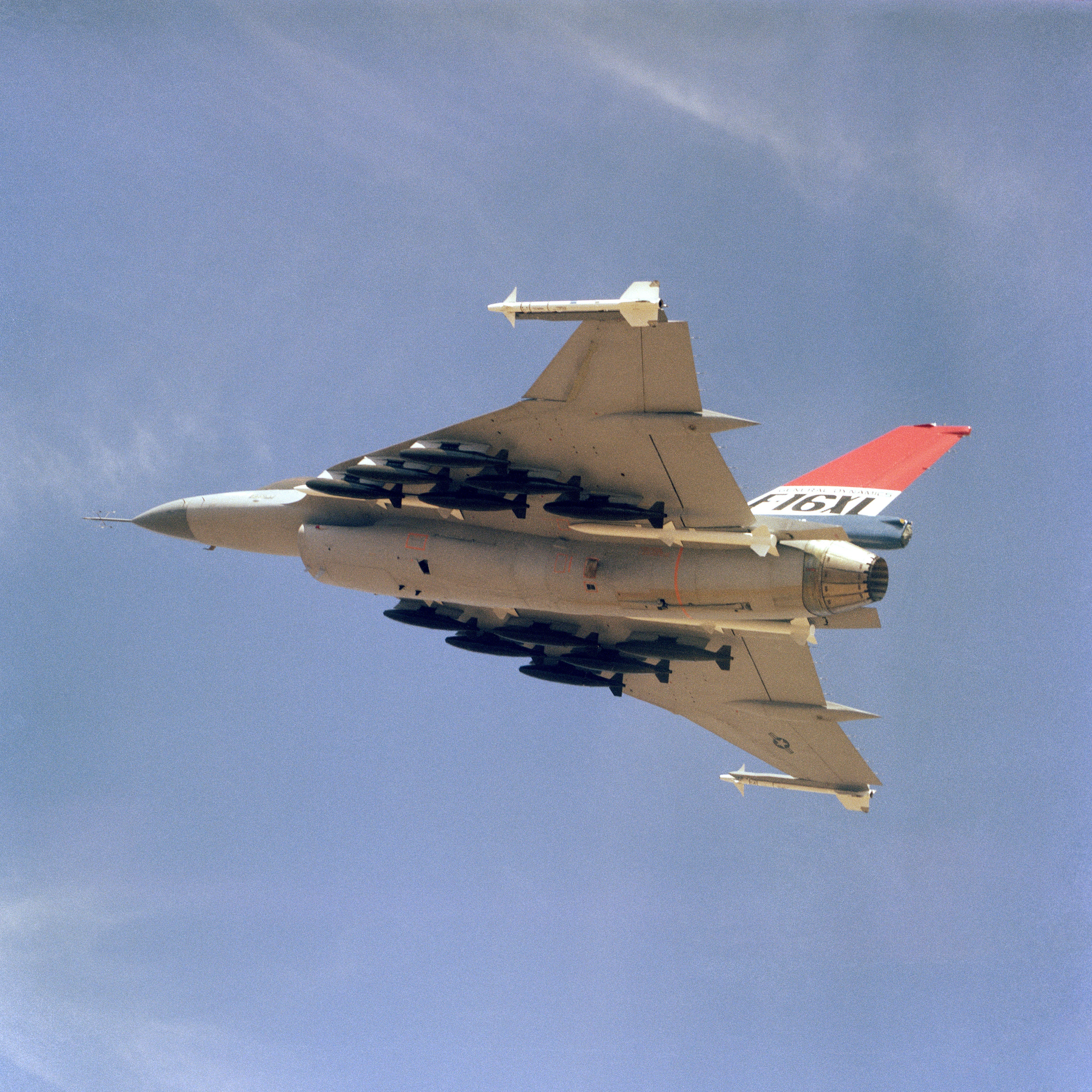
F-16 XL carregando 2 AIM-9 Sidewinder e 12 bombas Mark 82

Em 1977 foi anunciado o programa Enhanced Tactical Fighter, para substituir o caça-bombardeiro F-111, as asas em delta eram 120% maior que as originais e foram as  escolhidas por poderem armazenarem mais bombas abaixo de sua fuselagem, após o encerramento do programa os dois únicos protótipos foram enviados a NASA para o estudo da aerodinâmica.
O armamento que o XL podia carregar era enorme para um pequeno caça:
- 16 estações para levar bombas de ate 340 kg cada
- 4 estações abaixo da fuselagem para AIM-120 AMRAAM
- 2 estações wingtip
- 1 estação central
- 2 estações de asa "pesada / molhada"
- 2 estações de queixo LANTIRN

## Ver tambem
- F-16
- F-15 Eagle